# Гијом Мартен
Гијом Мартен (фр. Guillaume Martin; 9. јун 1993) француски је професионални бициклиста који тренутно вози за UCI ворлд тур тим Групама—ФДЈ. Освојио је по једном брдску класификацију на Вуелта а Еспањи и трке Ђиро дела Тоскана, Меркан тур класик и Тур де л’Ен. Тур де Франс је двапут завршио у првих десет и једном Вуелта а Еспању.
Током јуниорске каријере освојио је Лијеж—Бастоњ—Лијеж и био је на проби у француским тимовима Сожасун и ФДЈ. Професионалну каријеру почео је 2016. у тиму Ванти—груп гобер, а 2017. је освојио Ђиро дела Тоскана трку и возио је Тур де Франс по први пут. Године 2020. прешао је у Кофидис, са којим је Тур де Франс завршио на 11 мјесту и возио је Вуелта а Еспању по први пут, гдје је освојио брдску класификацију и добио је награду за најагресивнијег возача на три етапе. Године 2021. завршио је Тур де Франс на осмом, а Вуелта а Еспању на деветом мјесту, док је 2022. освојио Тур де л’Ен трку и по први пут је возио Ђиро д’Италију, коју је завршио на 14 мјесту.
Године 2023. завршио је Критеријум ди Дофине на шестом и Тур де Франс на десетом мјесту.

## Каријера

### 2016—2019
Професионалну каријеру почео је 2016. године у тиму Ванти—груп гобер, а током прве сезоне завршио је Тур оф Аустрија трку на другом мјесту, минут и 17 секунди иза Јана Хирта. Године 2017. возио је Тур де Франс по први пут, гдје је осму етапу завршио на трећем мјесту, 50 секунди иза Лилијана Калмежана, а Тур је завршио на 23 мјесту у генералном пласману. У финишу сезоне освојио је Ђиро дела Тоскану испред Ђованија Висконтија, након побједе на другој етапи. Године 2018. освојио је трку Сиркуит де ла Сарт 16 секунди испред сувозача Ксандра Мериса, уз једну етапну побједу. На Критеријуму ди Дофине је двије етапе завршио у првих десет и завршио је на 12 мјесту у генералном пласману, након чега је возио Тур де Франс, коју је завршио на 21 мјесту у генералном пласману и на трећем мјесту у класификацији за најбољег младог возача, иза Пјера Латура и Егана Бернала.
Године 2019. завршио је Трофео сес Салинес, први од класика у оквиру Челенџа Маљорка, на другом мјесту, 11 секунди иза Хесуса Ераде, након чега је завршио Ђиро ди Сицилију на другом мјесту, 42 секунде иза Брендона Макналтија, уз етапну побједу на последњој етапи, када је са шестог дошао на друго мјесто у генералном пласману. У јуну је возио Критеријум ди Дофине, гдје је на другој етапи напао заједно са још неколико возача на 35 km, након што су достигнути Том Димулен и Жилијен Алафилип који су били у бијегу; у финишу се одвојио заједно са Диланом Тунсом, који га је побиједио у спринту, остварио етапну побједу и узео лидерску мајицу, док је Мартен дошао на друго мјесто у генералном пласману, три секунде иза. У наставку трке губио је вријеме на брдским етапама и завршио је на 17 мјесту у генералном пласману. У јулу је возио Тур де Франс, гдје ниједну етапу није завршио у првих десет, а Тур је завршио на 12 мјесту у генералном пласману, 22 минута иза Бернала. Крајем августа је Тур де Лимузен трку завршио на трећем мјесту, 17 секунди иза Беное Коснефрое, а последњу, четврту етапу, завршио је на другом мјесту, изгубивши у спринту од Франческа Гавација. У финишу сезоне завршио је Меморијал Марко Пантани на трећем мјесту у групном спринту, иза Алексеја Луценка и Дијега Росе.

### 2020—
На почетку 2020. прешао је у Кофидис. На почетку сезоне возио је Вуелту а Сан Хуан, коју је завршио на седмом мјесту у генералном пласману и освојио је брдску класификацију. У марту је возио Париз—Ницу у марту, коју је завршио на 12 мјесту у генералном пласману, након чега је прекинута читава сезона у бициклизму због пандемије ковида 19, а трке су или одложене или отказане. Након што се сезона наставила у августу, завршио је Критеријум ди Дофине на трећем мјесту у генералном пласману, иза Данијела Мартинеза и Тиба Пиноа. У наставку сезоне возио је Тур де Франс, гдје је на четвртој етапи остао са групом фаворита до краја и у спринту је завршио на трећем мјесту, иза Приможа Роглича и Тадеја Погачара и дошао је до петог мјеста у генералном пласману. На седмој етапи се група због вјетра раздвојила и Погачар, Ричи Порт, Микел Ланда, Естебан Чавез и Бауке Молема су изгубили преко минут, захваљујући чему је дошао до трећег мјеста у генералном пласману. На етапи 13, чији је циљ био на успону Пиј Мари изгубио је скоро три минута и пао је на 12 мјесто. До краја трке није успио да се врати у првих десет и завршио је на 11 мјесту, скоро 17 минута иза Погачара који је освојио Тур де Франс након што је на хронометру на етапи 20 надокнадио 57 секунди заостатка иза Роглича. У октобру је возио Вуелта а Еспању по први пут. Након што је на прве три етапе изгубио преко десет минута, на петој етапи је отишао у бијег, гдје је остао до краја заједно са Тимом Веленсом и Тименом Аренсманом и завршио је на другом мјесту, четири секунде иза Веленса и добио је награду за најагресивнијег возача на етапи. У бијег је отишао и на шестој етапи, коју је завршио на шестом мјесту, 27 секунди иза Јона Изагиреа, а затим је отишао у бијег и на седмој етапи, трећој заредом и завршио је на петом мјесту, осам секунди иза Мајкла Вудса, а након што је скупио довољно бодова преузео је вођство у брдској класификацији. У бијег је поново отишао на етапи 11, коју је завршио на петом мјесту, 55 секунди иза Давида Годуа, након чега је отишао у бијег и на етапи 12, чији је циљ био на успону Алто де Англиру; бијег је достигнут прије циља, а због борбености добио је награду за најагресивнијег возача на етапи. На етапи 15 је поново отишао у бијег иако је била спринтерска етапа и добио је награду за најагресивнијег возача на етапи, што му је била трећа награда. На претпоследњој, етапи 17, поново је отишао у бијег и завршио је на седмом мјесту, два и по минута иза Годуа. Завршио је на 14 мјесту у генералном пласману и освојио је брдску класификацију.
Године 2021. возио је Париз—Ницу почетком сезоне, гдје је четврту етапу завршио на трећем мјесту, 12 секунди иза Роглича који је напао у финишу и остварио соло побједу; у генералном пласману завршио је на шестом мјесту, минут и 16 секунди иза Максимилијана Шахмана који је освојио трку након што је Роглич пао три пута на последњој етапи и изгубио преко три минута. Крајем маја освојио је Меркан тур класик, на којем је напао на последњем успону и побиједио минут и 42 секунде испред Орелина Паре Пентреа и Бруна Армираила, што је била његова прва побједа од априла 2019. У јулу је возио Тур де Франс пету годину заредом, гдје је након седме етапе заостајао преко осам минута и био је на 30 мјесту у генералном пласману. На осмој етапи је отишао у бијег; достигнут је у финишу, али је завршио на шестом мјесту и дошао је до 12 мјеста у генералном пласману. На деветој етапи је поново отишао у бијег, али је отпао на последњем успону и завршио је на четвртом мјесту, пет и по минута иза Бена О Конора, који је напао на 2 km до циља и остварио соло побједу пет минута испред Матије Катанеа; у генералном пласману дошао је на девето мјесто. На етапи 14 је поново отишао у бијег; завршио је на 11 мјесту, али је завршио пет минута испред главне групе и дошао је на друго мјесто у генералном пласману, четири минута иза Погачара. На етапи 15, првој етапи у Пиринејима, изгубио је скоро четири минута и пао је на девето мјесто; Тур је завршио на осмом мјесту у генералном пласману, што му је био најбољи резултат. Сезону је наставио на Вуелта а Еспањи, гдје је након девет етапа заостајао скоро десет минута иза Роглича. На десетој етапи отишао је у бијег заједно са још 30 возача, гдје је отпао од прве групе на успону и завршио је на 12 мјесту, 50 секунди иза Мајкла Сторера, али је завршио 11 минута испред главне групе и дошао је до другог мјеста у генералном пласману, 58; секунди иза новог лидера Ода Кристијана Ејкинга и преко минут испред Роглича. На етапи 17, Бернал и Роглич су напали на 61 km до циља; Мартен је отпао од групе фаворита која је била иза њих, завршио је преко четири минута иза и пао је на пето мјесто у генералном пласману. До краја трке је губио вријеме и завршио је на деветом мјесту.
Године 2022. завршио је на трећем мјесту у генералном пласману трку Тур де Алпс Маритимс ет ди Вар, што му је био први подијум на некој етапној трци након Критеријума до Дофине 2020. Недељу дана касније завршио је на петом мјесту Фон—Ардеш класик и на другом мјесту Дром класик, завршивши три секунде иза Јонаса Вингегора. Париз—Ницу је завршио на деветом мјесту, након чега је Вуелта а Каталуњу завршио на осмом, минут и 16 секунди иза Серхиа Игите. У мају је по први пут возио Ђиро д’Италију. На осмој етапи је отишао у бијег и завршио је на деветом мјесту, захваљујући чему је дошао до четвртог мјеста у генералном пласману, минут и 6 секунди иза Хуана Педра Лопеза, али је на етапи 14 изгубио девет минута и пао је на 12 мјесто, а Ђиро је завршио на 14 мјесту у генералном пласману. У јуну је Мон Ванту денивеле челенџ завршио на петом мјесту, након чега је возио Тур де Франс али је морао да га напусти прије почетка девете етапе јер је био позитиван на ковид 19. У августу је освојио Тур де л’Ен трку, шест секунди испред Скјелмосеа, уз једну етапну побједу.
Године 2023. завршио је класик Тур ди Јура на трећем мјесту, дошавши на циљ заједно са Пиноом, 17 секунде иза Кевина Вокелена, након чега је Лијеж—Бастоњ—Лијеж завршио на шестом мјесту, минут и 25 секунди иза Ремка Евенепула, што је био његов најбољи резултат на неком монументалном класику и први пут да је завршио у првих десет. У јуну је Критеријум ди Дофине завршио на шестом мјесту, скоро пет минута иза Вингегора, након чега је возио Тур де Франс, што је био његов примарни фокус од почетка сезоне, као једини гранд тур који је планирао да вози. Током прве недеље је губио вријеме и након десете етапе био је на 18 мјесту у генералном пласману, 11 минута иза Вингегора. На етапи 12 је отишао у бијег, завршио је на седмом мјесту, минут иза сувозача Јона Изагиреа, али је надокнадио вријеме и дошао је на 13 мјесто у генералном пласману. На етапи 15 је поново отишао у бијег, завршио је на седмом мјесту, три и по минута иза Ваута Пулса, али је завршио два и по минута испред групе фаворита и дошао је на десето мјесто у генералном пласману. На етапи 16 је вожен хронометар у дужини од 22,4 km, са једним брдским циљем друге категорије, који је завршио пет и по минута иза Вингегора и пао је на 11 мјесто, 20 минута иза Вингегора и скоро два минута иза десетопласираног Феликса Гала. На етапи 17 је био у бијегу, али је достигнут и изгубио је још три минута и заостајао је пет минута иза Годуа који је пао на десето мјесто. На етапи 20 је Сеп Кус изгубио преко 20 минута због пада, захваљујући чему је Мартен дошао на десето мјесто у генералном пласману, на којем је и завршио Тур, 26 минута иза Вингегора. У наставку сезоне је углавном возио класике; у септембру је Копа Сабатини завршио на четвртом мјесту, 18 секунди иза Марка Иршија и Павела Сивакова, дошавши у групи са Погачарем који је побиједио у спринту за треће мјесто и Алексејем Луценком. Два дана касније завршио је Меморијал Марко Пантани на шестом мјесту, дошавши у групи са Сајмон Јејтс Сајмоном Јејтсом и Давидеом Формолом, два минута иза прве групе, у којој је Луценко одспринтао Иршија и Сивакова и побиједио.

## Приватни живот
Рођен је у Паризу, а одрастао је у Сен Онорен ла Шардону, швајцарском дијелу Нормандије. Његов отац је био учитељ аикидоа, који је и тренирао током дјетињства, док је његова мајка била учитељица драме. Има мастер академских студија из филозофије коју је завршио на паришком универзитету Нантер; аутор је двије књиге, од којих се једна зове Сократ на бициклу.